# Sewall Wright
Sewall Green Wright (* 21. Dezember 1889 in Melrose (Massachusetts); † 3. März 1988 in Madison (Wisconsin)) war ein US-amerikanischer theoretischer Biologe und Genetiker.
Wright begründete zusammen mit Ronald Fisher und J. B. S. Haldane in den 1920er Jahren die Populationsgenetik. Dabei trug er Wesentliches zur Theorie der Gendrift und des Inzuchtkoeffizienten bei. Wright erfand auch die statistische Pfadanalyse und die „Fitnesslandschaften“.

## Leben
Sewall Green Wrights Vater Philip Green Wright war Lehrer, seine Mutter hieß Elisabeth Quincy Sewall Wright und war eine Cousine des Vaters. Sewall hatte zwei jüngere Brüder: den späteren Politikwissenschaftler Quincy Wright und Theodore Paul Wright, der Luftfahrttechniker wurde. Ab Sewalls drittem Lebensjahr lebte die Familie in Galesburg (Illinois).
Sewall Wright studierte Naturwissenschaften mit Schwerpunkt Zoologie an der University of Illinois, wo er 1912 den Master of Science erwarb. Danach arbeitete er bei dem Genetiker William Ernest Castle an der Harvard University und promovierte dort 1915 mit einer Arbeit über die Vererbung der Fellfarben bei Meerschweinchen. 1921 heiratete er Louise Lane Williams (1895–1975), mit der er drei Kinder hatte.
Nach seiner Promotion arbeitete Wright zunächst am United States Department of Agriculture (USDA) in Washington, D.C. In dieser Zeit entwickelte und publizierte er einige seiner bedeutendsten Ideen. 1926 wurde er als Professor an die University of Chicago berufen, und dort blieb er, bis er 1955 mit 65 Jahren emeritiert wurde. Danach lehrte er noch weitere 5 Jahre an der University of Wisconsin–Madison.
Wright war bis ins hohe Alter körperlich und geistig sehr aktiv. Er starb 1988 im Alter von 98 Jahren in Madison an den Folgen einer Beckenfraktur, die er sich bei einem Sturz während einer Wanderung zugezogen hatte.

## Werk
Schon in seiner 1916 veröffentlichten Dissertation äußerte Wright die Ansicht, dass Wechselwirkungen der Erbfaktoren innerhalb von Populationen viel wichtiger seien als die Veränderungen (Mutationen) einzelner Gene, auf die sein Lehrer Castle und andere bedeutende Genetiker bislang vor allem geschaut hatten. Ab 1917 verwendete er „als selbstverständliches Prinzip“ (Jahn) das schon 1908 von Wilhelm Weinberg und Godfrey Harold Hardy formulierte Hardy-Weinberg-Gesetz, ohne von den Publikationen dieser Vorgänger Kenntnis zu haben. Dieses Gesetz beschreibt einen Gleichgewichtszustand, in dem die relativen Häufigkeiten von Allelen in einer Population konstant bleiben, sofern keinerlei Selektion erfolgt.

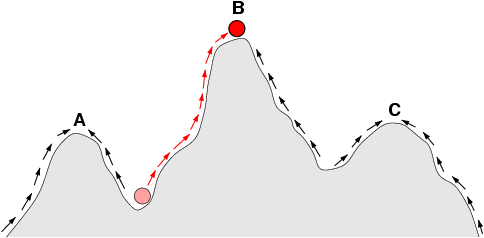
Skizze einer Fitness-Landschaft. Die Pfeile bezeichnen den durch Selektion präferierten Weg einer Population in der Landschaft. Die Punkte A, B und C sind lokale Optima. Der rote Ball steht für eine Population, die sich von einem sehr niedrigen Fitnesswert in Richtung eines lokalen Gipfels bewegt.

In den frühen 1920er Jahren publizierte Wright das Konzept des Inzuchtkoeffizienten, die neu entwickelte Methode der Pfadanalyse zur Interpretation von Korrelationen in komplexen kausalen Systemen und die Theorie, dass allmähliche genetische Veränderungen in Populationen durch das Zusammenwirken von Inzucht, Kreuzung und Selektion bewirkt werden. Später fügte er das maßgeblich von ihm selbst entwickelte Konzept der Gendrift hinzu. Damit gehört Wright neben Ronald Fisher und J. B. S. Haldane zu den Begründern der theoretischen Populationsgenetik.
Eine weitere Erfindung Wrights sind die „Fitness-Landschaften“. Dabei handelt es sich um grafische Darstellungen der Fitness (Reproduktionserfolg) unterschiedlicher Gen-Kombinationen, die sowohl ein bestimmtes phänotypisches Merkmal (z. B. Auge, Kiemen, Außenskelett) als auch den gesamten Phänotyp repräsentieren können. Täler in diesen Landschaften bedeuten geringeren Reproduktionserfolg der Genkombinationen, Hügel repräsentieren günstigere Genkombinationen. Die natürliche Selektion verschiebt das Merkmal bzw. den Phänotyp als evolutionäre Anpassung auf die Gipfel der Hügel. Dort ist das Merkmal an seine Umwelt adaptiert. Zufälligen Bewegungen in anderen Richtungen der Fitness-Landschaft werden als genetische Drift bezeichnet. Eine Anpassung, ausgehend von einem lokalen Gipfel auf dem Weg bergab und wieder bergauf zu einem anderen, höheren Gipfel ist evolutionär in der Regel nicht möglich. So kann etwa ein Wal etwa keine Kiemen mehr entwickeln, die er in einer phylogenetisch früheren Phase einmal hatte. Im Englischen wird die von ihm entwickelte Theorie Shift Balance Theory genannt.

## Ehrungen und Mitgliedschaft
1932 wurde Wright in die American Philosophical Society, 1934 in die National Academy of Sciences und 1948 in die American Academy of Arts and Sciences gewählt.
1947 erhielt er den Weldon Memorial Prize. 1950 bekam er den John Frederick Lewis Award von der American Philosophical Society. 1951 wurde er Ehrenmitglied (Honorary Fellow) der Royal Society of Edinburgh. Wright wurde 1963 als „Foreign Member“ in die Royal Society gewählt, die ihm 1980 die Darwin-Medaille verlieh. Er erhielt zehn Ehrendoktortitel. Weitere Auszeichnungen:
- Thomas Hunt Morgan Medal (1982)
- Balzan-Preis (1984)
- US National Medal of Science (1966)
- Daniel Giraud Elliot Medal und Kimber Award der National Academy of Sciences (1945 und 1956)
- Präsident der Genetics Society of America (1934)
- Medal der Universität Oxford.

Ihm zu Ehren vergibt die American Society of Naturalists den Sewall Wright Award für Biologie.

## Werke
- An Intensive Study of the Inheritance of Color and Other Coat Characters in Guinea-pigs, with Especial Reference to Graded Variations, Carnegie Institution, Washington D. C., Publ. Nr. 241, 1916, S. 59–160
- On the Nature of Size Factors, Genetics, Band 3, 1918, S. 367–374
- Color Inheritance in Mammals, 11 Teile, Journal of Heredity, Band 8 und 9, 1917/1918
- Correlation and Causation, Journal of Agricultural Research, Band 20, 1921, S. 557–585
- Systems of Mating, 5 Teile, Genetics, Band 6, 1921, Teil 1, S. 111–123
- The Effects of Inbreeding and Crossbreeding on Guineapigs, 3 Teile, US Department of Agriculture, Bulletin Nr. 1090, 1922, S. 1–36, 37–63, Bulletin Nr. 1121, 1922
- Coefficients of Inbreeding and Relationship, American Naturalist, Band 56, 1922, S. 330–338
- Review of „The Genetical Theory of Natural Selection“ (Review des Buches von Ronald A. Fisher), Journal of Heredity, Band 21, 1930, S. 349–356
- Evolution in Mendelian Populations, Genetics, Band 16, 1931, S. 97–159, PMID 17246615
- The Roles of Mutation, Inbreeding, Crossbreeding and Selection in Evolution,  Proceedings of the 6th International Congress of Genetics, 1932, S. 356–366
- Statistical Genetics and Evolution, Bulletin of the American Mathematical Society, Band 48, 1942, S. 223–246
- On the roles of directed and random changes in gene frequency in the genetics of populations, Evolution, Band 2, 1948, S. 279–294.
- Evolution and the Genetics of Populations, 4 Bände, University of Chicago Press, 1968 bis 1978
  - Band 1:  Genetic & Biometric Foundations, Band 2: Theory of Gene Frequencies, Band 3: Experimental Results and Evolutionary Deductions, Band 4: Variability within and Among Natural Populations
- The shifting balance theory and macroevolution, Annual Review of Genetics, Band 16, 1982, S. 1–19
- William B. Provine (Hrsg.): Sewall Wright Evolution. Selected Papers, University of Chicago Press 1986